# Colletotrichum fragariae
Colletotrichum fragariae är en svampart som beskrevs av A.N. Brooks 1931. Colletotrichum fragariae ingår i släktet Colletotrichum och familjen Glomerellaceae.   Inga underarter finns listade i Catalogue of Life.